# Mapleton (Maine)
Mapleton – miasto w Stanach Zjednoczonych, w stanie Maine, w hrabstwie Aroostook.